# Paradisea lusitanica
Paradisea lusitanica là một loài thực vật có hoa trong họ Măng tây. Loài này được (Cout.) Samp. mô tả khoa học đầu tiên năm 1912.

## Hình ảnh

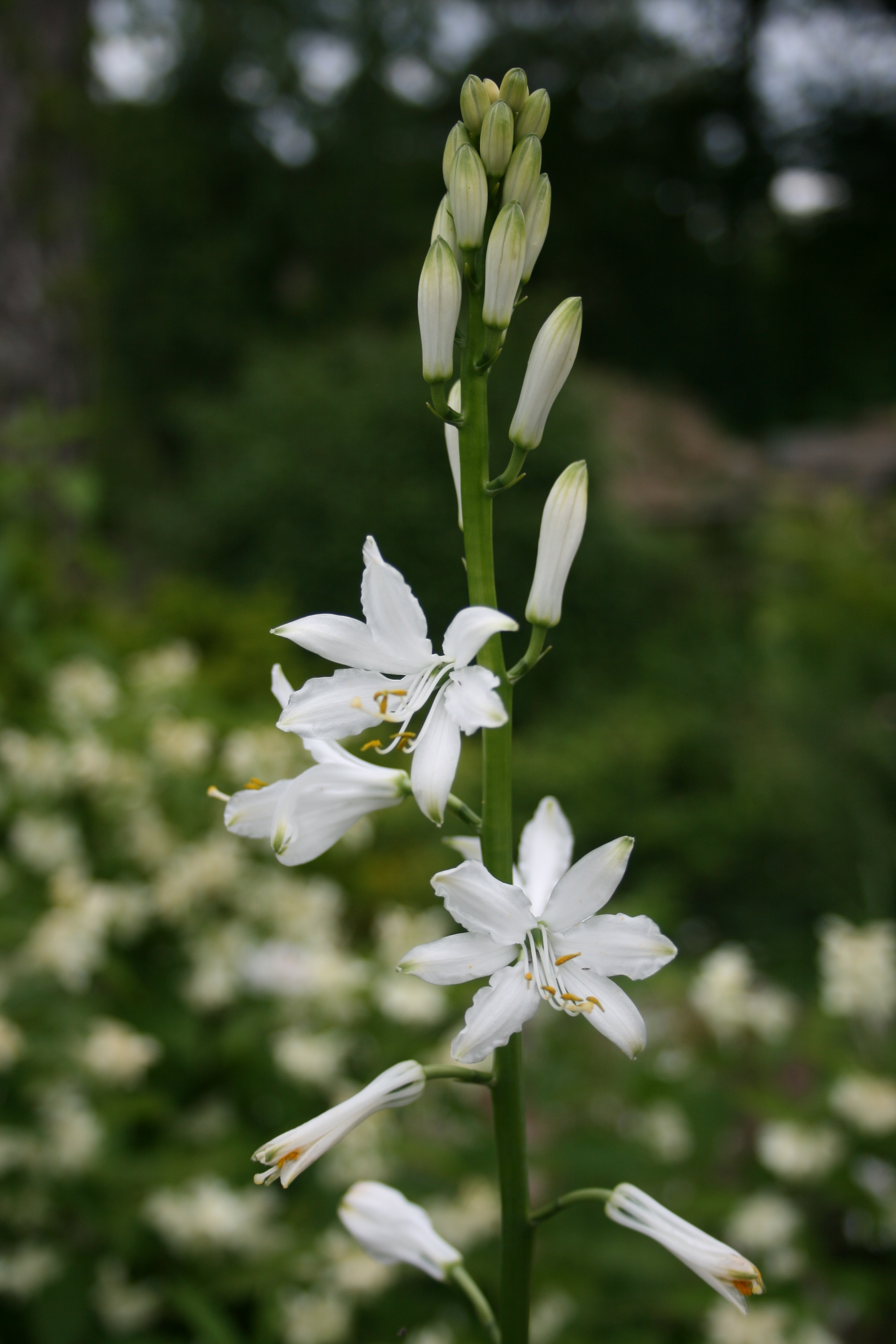